# مرد بی‌گناه
مرد بی‌گناه (انگلیسی: The Innocent Man; کره‌ای: 세상 어디에도 없는 착한 남자) یک مجموعه تلویزیونی کره جنوبی ۲۰۱۲ با بازی سونگ جونگ کی، مون چه وون و پارک شی یون است. این مجموعه در نتفلیکس به مرد خوب (انگلیسی: Nice Guy) شناخته می‌شود.
این مجموعه یک ملودرام تاریک است که شامل خیانت و عاشقانه است، و از ۱۲ سپتامبر تا ۱۵ نوامبر ۲۰۱۲ برای ۲۰ قسمت از کی‌بی‌اس۲ پخش شد.

## خلاصهٔ داستان
دانشجوی باهوش و آینده‌دار پزشکی، کانگ ما-رو (سونگ جونگ کی)، عمیقاً عاشق همسایه‌اش هان جه-هی (پارک شی یون)، یک گزارشگر تلویزیونی است. اما وقتی وضعیت او بدتر می‌شود و جه-هی برای رهایی از فقر ناامید شده‌است، مردی را ملاقات می‌کند که همه چیز را تغییر می‌دهد، یک مدیر عامل ثروتمند که او را با یک زندگی راحت آشنا می‌کند؛ بنابراین او از ما-رو روی برمی‌گرداند و پول را به جای عشق انتخاب می‌کند.
این خیانت بی‌رحمانه باعث شکسته شدن ما-رو شد و او را نه فقط عصبانی بلکه کاملاً او را تبدیل به یک آدم دیگری کرد. چند سال بعد، ما-رو اکنون سی ساله است و به عنوان یک پیشخدمت بار کار می‌کند و دیگر یک «مرد خوب» نیست.

## بازیگران

### بازیگران اصلی
- سونگ جونگ کی در نقش کانگ ما-رو
  - کانگ چان هی در نقش کودکی کانگ ما-رو

یک دانشجوی پزشکی باهوش اما فقیر که بدون پدر مادر، از خواهر کوچکترش مراقبت می‌کند.
- مون چه وون در نقش سو اون-گی[۳۰][۳۱][۳۲]
- پارک شی یون در نقش هان جه-هی[۳۳]
  - پارک سو-یونگ در نقش کودکی هان جه-هی

### بازیگران مکمل
- لی کوانگ-سو در نقش پارک جه-گیل

دوست صمیمی ما-رو و عاشق چوکو
- لی یو بی در نقش کانگ چوکو
  - هان سو-جین در نقش کودکی کانگ چوکو

خواهر کوچکتر ما-رو و عاشق جه-گیل
- لی سانگ-یوب در نقش پارک جون-ها

منشی سو اون-گی
- کیم ته هون در نقش آن مین-یونگ

منشی مدیرعامل
- یانگ ایک-جون در نقش هان جه-شیک

برادر بزرگتر جه-هی
- کیم یونگ-چول در نقش مدیرعامل سو جونگ-گیو

پدر اون-گی و اون-سوک
- جین کیونگ در نقش هیون جونگ-هوا

دستیار اون-گی.
- اوه یونگ در نقش جو یونگ-به
- جو هوی-جون در نقش سو اون-سوک
- کیم یه-وون در نقش کیم یو-را[۳۹]
- جو سونگ ها در نقش دکتر سوک مین-هیوک (مهمان، قسمت ۱، ۱۲، ۲۰)
- دنی آن در نقش کیم جونگ-هون (مهمان، قسمت ۲ و ۱۵)[۴۰]

## تولید
لی کیونگ-هی نویسندهٔ این مجموعه است که قبلاً مجموعه‌های تلویزیونی آیا کریسمس برف می‌بارد؟، عشقی برای کشتن، متشکرم، متاسفم دوستت دارم و سانگ دو! بیا بریم مدرسه را نیز نوشته‌است.
کیم جین-وون، کارگردان قسمت‌های درامای ویژه به نام‌های فقط یک داستان عاشقانهٔ معمولی، عبور از پل یونگ-دو، فرشته نگهبان، کیم یونگ-گو، و آخرین فلش‌من بوده‌است.
سونگ جونگ کی، عضو سابق ورایتی شوی رانینگ من و همکارش لی کوانگ-سو برای اولین بار پس از ترک برنامهٔ رانینگ من توسط سونگ جونگ کی، باهم همکاری کردند. آنها دوستان واقعی هستند.

## ریتینگ
با شروع قسمت ۵، این مجموعه به مدت هشت هفتهٔ متوالی تا پایان آن در رتبهٔ اول جدول زمانی خود قرار گرفت.
- در جدول زیر،  اعداد آبی کمترین رتبه را دارند و  اعداد قرمز بالاترین رتبه را نشان می‌دهند.

| قسمت    | تاریخ پخش اصلی  | میانگین سهم مخاطب | میانگین سهم مخاطب | میانگین سهم مخاطب | میانگین سهم مخاطب |
| قسمت    | تاریخ پخش اصلی  | TNmS              | TNmS              | AGB Nielsen       | AGB Nielsen       |
| قسمت    | تاریخ پخش اصلی  | سراسر کشور        | سئول              | سراسر کشور        | سئول              |
| ------- | --------------- | ----------------- | ----------------- | ----------------- | ----------------- |
| ۱       | ۱۲ سپتامبر ۲۰۱۲ | ۱۰٫۷٪             | ۱۰٫۹٪             | ۱۰٫۵٪             | ۱۱٫۵٪             |
| ۲       | ۱۳ سپتامبر ۲۰۱۲ | ۱۱٫۴٪             | ۱۱٫۶٪             | ۹٫۹٪              | ۱۱٫۳٪             |
| ۳       | ۱۹ سپتامبر ۲۰۱۲ | ۱۳٫۹٪             | ۱۴٫۶٪             | ۱۳٫۸٪             | ۱۴٫۵٪             |
| ۴       | ۲۰ سپتامبر ۲۰۱۲ | ۱۳٫۸٪             | ۱۵٫۴٪             | ۱۳٫۳٪             | ۱۴٫۲٪             |
| ۵       | ۲۶ سپتامبر ۲۰۱۲ | ۱۴٫۵٪             | ۱۴٫۸٪             | ۱۴٫۰٪             | ۱۵٫۷٪             |
| ۶       | ۲۷ سپتامبر ۲۰۱۲ | ۱۶٫۰٪             | ۱۷٫۸٪             | ۱۶٫۰٪             | ۱۸٫۱٪             |
| ۷       | ۳ اکتبر ۲۰۱۲    | ۱۷٫۹٪             | ۱۸٫۶٪             | ۱۷٫۳٪             | ۱۸٫۶٪             |
| ۸       | ۴ اکتبر ۲۰۱۲    | ۱۵٫۰٪             | ۱۴٫۴٪             | ۱۵٫۱٪             | ۱۶٫۶٪             |
| ۹       | ۱۰ اکتبر ۲۰۱۲   | ۱۵٫۸٪             | ۱۷٫۳٪             | ۱۵٫۳٪             | ۱۷٫۳٪             |
| ۱۰      | ۱۱ اکتبر ۲۰۱۲   | ۱۶٫۲٪             | ۱۷٫۳٪             | ۱۴٫۹٪             | ۱۵٫۷٪             |
| ۱۱      | ۱۷ اکتبر ۲۰۱۲   | ۱۵٫۰٪             | ۱۶٫۵٪             | ۱۴٫۳٪             | ۱۵٫۳٪             |
| ۱۲      | ۱۸ اکتبر ۲۰۱۲   | ۱۶٫۴٪             | ۱۷٫۰٪             | ۱۵٫۱٪             | ۱۵٫۷٪             |
| ۱۳      | ۲۴ اکتبر ۲۰۱۲   | ۱۸٫۲٪             | ۱۸٫۷٪             | ۱۷٫۱٪             | ۱۸٫۸٪             |
| ۱۴      | ۲۵ اکتبر ۲۰۱۲   | ۱۸٫۵٪             | ۱۹٫۶٪             | ۱۶٫۷٪             | ۱۸٫۴٪             |
| ۱۵      | ۳۱ اکتبر ۲۰۱۲   | ۱۷٫۱٪             | ۱۷٫۶٪             | ۱۸٫۳٪             | ۲۰٫۶٪             |
| ۱۶      | ۱ نوامبر ۲۰۱۲   | ۱۸٫۸٪             | ۱۹٫۸٪             | ۱۷٫۱٪             | ۱۸٫۸٪             |
| ۱۷      | ۷ نوامبر ۲۰۱۲   | ۱۸٫۲٪             | ۱۹٫۶٪             | ۱۶٫۲٪             | ۱۶٫۴٪             |
| ۱۸      | ۸ نوامبر ۲۰۱۲   | ۱۶٫۸٪             | ۱۸٫۱٪             | ۱۸٫۲٪             | ۱۹٫۷٪             |
| ۱۹      | ۱۴ نوامبر ۲۰۱۲  | ۱۸٫۵٪             | ۱۹٫۹٪             | ۱۷٫۹٪             | ۱۹٫۳٪             |
| ۲۰      | ۱۵ نوامبر ۲۰۱۲  | ۱۸٫۶٪             | ۲۰٫۲٪             | ۱۸٫۰٪             | ۱۹٫۴٪             |
| میانگین | میانگین         | ۱۶٫۱٪             | ۱۷٫۰٪             | ۱۵٫۳٪             | ۱۶٫۸٪             |

## جوایز و نامزدی‌ها
| سال  | مراسم جوایز                        | عنوان جایزه                          | گیرنده                                                          | نتیجه    | منابع  |
| ---- | ---------------------------------- | ------------------------------------ | --------------------------------------------------------------- | -------- | ------ |
| ۲۰۱۲ | بیستمین جوایز فرهنگ و سرگرمی کره‌ای | جایزه برترین بازیگر مرد              | سونگ جونگ کی                                                    | برنده    | [ ۵۸ ] |
| ۲۰۱۲ | اولین جوایز کی-دراما استار         | جایزه برترین بازیگر مرد              | سونگ جونگ کی                                                    | برنده    | [ ۵۹ ] |
| ۲۰۱۲ | اولین جوایز کی-دراما استار         | جایزه برتر بازیگر زن                 | مون چه وون                                                      | نامزدشده |        |
| ۲۰۱۲ | جوایز درامای کی‌بی‌اس                | جایزه بهترین زوج                     | سونگ جونگ کی و مون چه وون                                       | برنده    | [ ۶۰ ] |
| ۲۰۱۲ | جوایز درامای کی‌بی‌اس                | جایزه نتیزن                          | سونگ جونگ کی                                                    | برنده    | [ ۶۰ ] |
| ۲۰۱۲ | جوایز درامای کی‌بی‌اس                | جایزه نتیزن                          | مون چه وون                                                      | برنده    | [ ۶۰ ] |
| ۲۰۱۲ | جوایز درامای کی‌بی‌اس                | بهترین بازیگر تازه‌کار زن             | لی یو بی                                                        | نامزدشده | [ ۶۰ ] |
| ۲۰۱۲ | جوایز درامای کی‌بی‌اس                | بهترین بازیگر مکمل مرد               | لی کوانگ-سو                                                     | نامزدشده | [ ۶۰ ] |
| ۲۰۱۲ | جوایز درامای کی‌بی‌اس                | بهترین بازیگر مکمل مرد               | لی سانگ-یوب                                                     | نامزدشده | [ ۶۰ ] |
| ۲۰۱۲ | جوایز درامای کی‌بی‌اس                | بهترین بازیگر مکمل زن                | جین کیونگ                                                       | نامزدشده | [ ۶۰ ] |
| ۲۰۱۲ | جوایز درامای کی‌بی‌اس                | جایزه برتر بازیگر مرد، در درام متوسط | سونگ جونگ کی                                                    | نامزدشده | [ ۶۰ ] |
| ۲۰۱۲ | جوایز درامای کی‌بی‌اس                | جایزه برتر بازیگر زن، در درام متوسط  | مون چه وون                                                      | نامزدشده | [ ۶۰ ] |
| ۲۰۱۲ | جوایز درامای کی‌بی‌اس                | جایزه برتر بازیگر زن، در درام متوسط  | پارک شی-یون                                                     | نامزدشده | [ ۶۰ ] |
| ۲۰۱۲ | جوایز درامای کی‌بی‌اس                | جایزه برترین بازیگر مرد              | سونگ جونگ کی                                                    | برنده    | [ ۶۰ ] |
| ۲۰۱۲ | جوایز درامای کی‌بی‌اس                | جایزه برترین بازیگر زن               | مون چه وون                                                      | برنده    | [ ۶۰ ] |
| ۲۰۱۳ | چهل و نهمین جوایز هنری بکسانگ      | بهترین بازیگر تازه‌کار زن (تلویزیون)  | لی یو بی                                                        | نامزدشده | [ ۶۱ ] |
| ۲۰۱۳ | هفتمین جوایز برگزیده ۲۰ ام‌نت       | اس ستارهٔ درحال‌شکوفا زن ۲۰            | لی یو بی                                                        | نامزدشده |        |
| ۲۰۱۳ | هشتمین جوایز بین‌المللی درامای سئول | اواس‌تی برجسته درام کره‌ای             | «عشق مانند دانهٔ برف است» (Love Is Like a Snowflake) - کیم جونسو | نامزدشده | [ ۶۲ ] |
| ۲۰۱۳ | هشتمین جوایز بین‌المللی درامای سئول | اواس‌تی برجسته درام کره‌ای             | «واقعاً» (Really) - سونگ جونگ کی                                 | نامزدشده | [ ۶۲ ] |
| ۲۰۱۳ | هشتمین جوایز بین‌المللی درامای سئول | بازیگر برجسته مرد کره‌ای              | سونگ جونگ کی                                                    | نامزدشده | [ ۶۳ ] |
| ۲۰۱۳ | هشتمین جوایز بین‌المللی درامای سئول | بازیگر برجسته زن کره‌ای               | مون چه وون                                                      | نامزدشده | [ ۶۳ ] |
| ۲۰۱۳ | هشتمین جوایز بین‌المللی درامای سئول | درام کره‌ای برجسته                    | مرد بی‌گناه                                                      | نامزدشده | [ ۶۳ ] |